# Горі (Техас)
Горі (англ. Goree) — місто (англ. city) в США, в окрузі Нокс штату Техас. Населення — 158 осіб (2020).

## Географія
Горі розташоване за координатами 33°28′5″ пн. ш. 99°31′25″ зх. д. / 33.46806° пн. ш. 99.52361° зх. д. (33.467965, -99.523621).  За даними Бюро перепису населення США в 2010 році місто мало площу 3,75 км², уся площа — суходіл.

## Демографія
Згідно з переписом 2010 року, у місті мешкали 203 особи в 75 домогосподарствах у складі 52 родин. Густота населення становила 54 особи/км².  Було 127 помешкань (34/км²).
Расовий склад населення:
| - 78,8 % — білих - 7,9 % — чорних або афроамериканців - 1,5 % — корінних американців - 0,5 % — вихідців з тихоокеанських островів - 7,4 % — осіб інших рас |

До двох чи більше рас належало 3,9 %. Частка іспаномовних становила 27,1 % від усіх жителів.
За віковим діапазоном населення розподілялося таким чином: 26,1 % — особи молодші 18 років, 54,7 % — особи у віці 18—64 років, 19,2 % — особи у віці 65 років та старші. Медіана віку мешканця становила 39,8 року. На 100 осіб жіночої статі у місті припадало 125,6 чоловіків;  на 100 жінок у віці від 18 років та старших — 120,6 чоловіків також старших 18 років.
Середній дохід на одне домашнє господарство  становив 46 079 доларів США (медіана — 35 938), а середній дохід на одну сім'ю — 54 650 доларів (медіана — 46 250). Медіана доходів становила 37 750 доларів для чоловіків та 30 250 доларів для жінок. За межею бідності перебувало 23,3 % осіб, у тому числі 32,3 % дітей у віці до 18 років та 28,3 % осіб у віці 65 років та старших.
Цивільне працевлаштоване населення становило 100 осіб. Основні галузі зайнятості: освіта, охорона здоров'я та соціальна допомога — 33,0 %, сільське господарство, лісництво, риболовля — 16,0 %, транспорт — 13,0 %.